# Trận Yashima

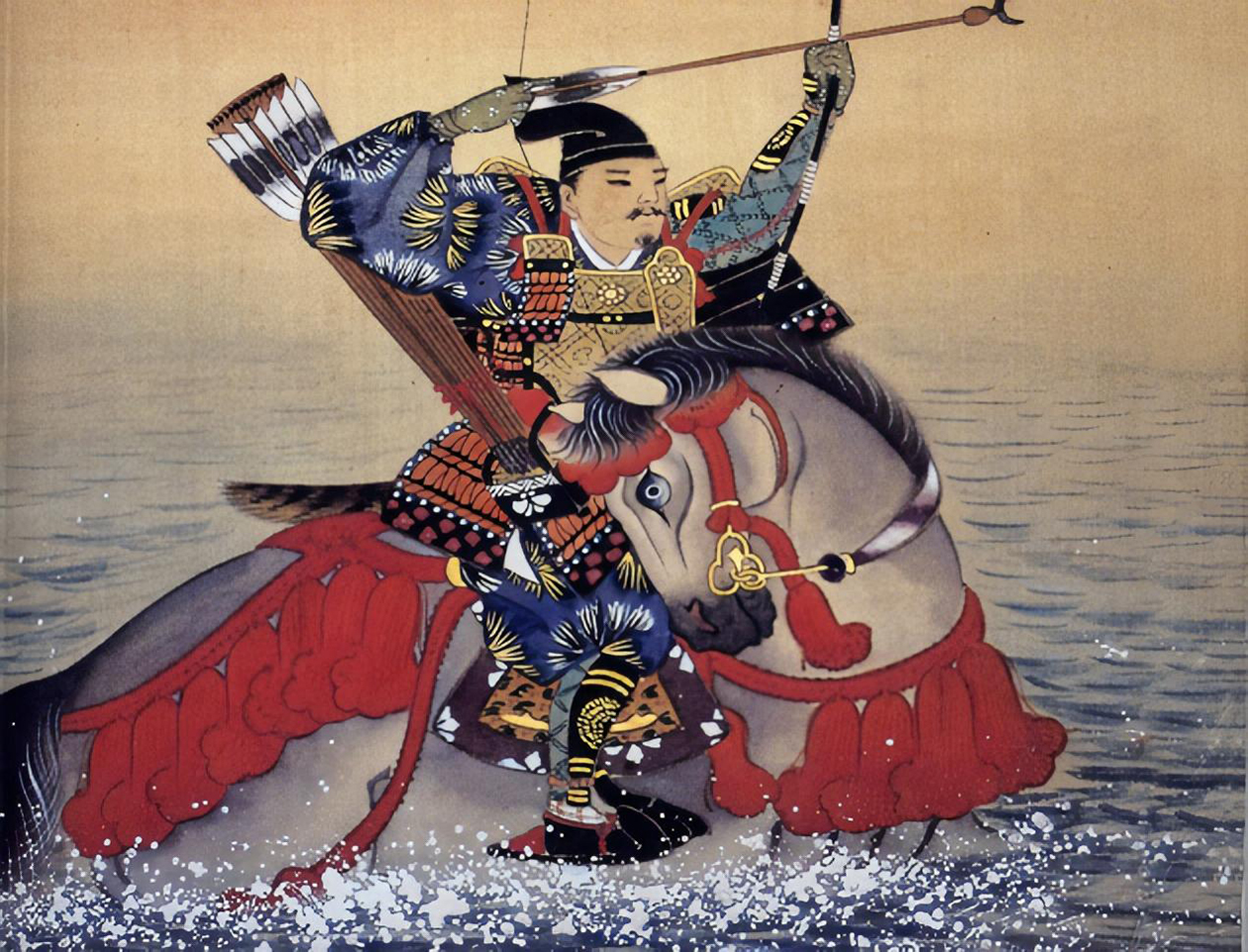
Nasu no Yoichi với cú bắn tên nổi tiếng vào chiếc quạt trên cột buồm ở thuyền quân Taira. Tranh treo tường, bảo tàng Watanabe, tỉnh Tottori, Nhật Bản.

Hải chiến Yashima diễn ra vào ngày 22 tháng 3 năm 1185. Sau một chuỗi dài thất bại, gia tộc Taira chạy đến Yashima, ngày nay là Takamatsu, ngoài khơi đảo Shikoku. Ở đó, họ có một tòa thành, và một cung điện tạm cho Thiên hoàng Antoku và các thần khí Nhật Bản, mà họ đã mang theo từ trước đó.
Minamoto no Yoshitsune, khởi binh từ Kyoto sau một vài tháng đình chiến, tiến binh đến Shikoku với một lực lượng nhỏ, không hơn 100 người. Phần lớn tàu của ông bị tiêu diệt hay thất lạc vì bão vài ngày sau đó; nhưng ông được một đồng minh cứu viện, đó là Kajiwara Kagetoki.
Nhà Taira một đợt tấn công bằng đường thủy; và vì vậy Yoshitsune nổi lửa hiệu trên đảo Shikoku, đặc biệt là hậu quân, lừa quân Taira tin rằng đại quân đang tiến gần đến đảo. Họ bỏ lại thành trì và cung điện, lên thuyền bỏ chạy cùng Thiên hoàng Antoku và các thần khí. Nhà Taira thậm chí còn đặt một chiếc quạt trên cột buồm một trong các con tàu của họ, thách thức nhà Minamoto bắn rơi nó. Trong một trong những kỳ công xạ tiễn nổi tiếng nhất trong lịch sử Nhật Bản, Nasu no Yoichi cưỡi ngựa nhảy xuống biển, và làm nên điều kỳ diệu ấy. Quân Minamoto chiến thắng, nhưng phần lớn hạm đội Taira chạy được tới Dan-no-ura, nơi một tháng sau họ lại bị đánh bại một lần nữa trong Trận Dan-no-ura.